# 雷酒人墓
25°16′21″N 110°18′28″E / 25.27250°N 110.30778°E
雷酒人墓为雷鸣春埋葬处，位于中国广西壮族自治区桂林市七星区七星公园内骆驼山南麓。
雷酒人名鸣春，字亮工，为明朝末年南方名士，嗜酒，故人以“酒人”称之。明亡后雷明春隐居壶山下，清康熙年间病逝。墓封土高2.5米，直径7米，墓边有“雷酒人之墓”摩崖石刻。1984年公布为桂林市文物保护单位。